# Cantone di Saint-Benoît-du-Sault
Il Cantone di Saint-Benoît-du-Sault era una divisione amministrativa dell'arrondissement di Le Blanc.
A seguito della riforma approvata con decreto del 18 febbraio 2014, che ha avuto attuazione dopo le elezioni dipartimentali del 2015, è stato soppresso.

## Composizione
Comprendeva i comuni di:
- Beaulieu
- Bonneuil
- Chaillac
- La Châtre-Langlin
- Chazelet
- Dunet
- Mouhet
- Parnac
- Roussines
- Sacierges-Saint-Martin
- Saint-Benoît-du-Sault
- Saint-Civran
- Saint-Gilles
- Vigoux